# Lisa Vicari
Lisa Vicari (Monaco di Baviera, 11 febbraio 1997) è un'attrice tedesca di origine italiana.
Attrice in attività sin dall'infanzia/preadolescenza, tra i suoi ruoli principali figurano quelli nei film Viki Ficki, Hell, Doktorspiele, La vendetta di Luna e Isi & Ossi, così come quello nella serie televisiva Dark.

## Biografia
Lisa Vicari nasce a Monaco di Baviera l'11 febbraio 1997.
Fa il proprio debutto sul grande schermo nel 2009, all'età di 12 anni, interpretando il ruolo di Anna, uno dei personaggi principali del cortometraggio diretto da Julius Grimm Tunnelspiele.
In seguito, dopo aver recitato in un ruolo minore nel film, diretto da Christine Hartmann e basato su una serie di romanzi di Enid Blyton, Hanni & Nanni (2010), ottiene il ruolo di Viki, la protagonista del cortometraggio, diretto da Natalie Spinell, Viki Ficki.
Nel 2011, è tra gli interpreti, nel ruolo di Leonie, del film di fantascienza, diretto da Tim Fehlbaum, Hell. Il ruolo le vale il New Faces Award come miglior giovane talento.
Nel 2014, è protagonista, assieme a Merlin Rose, Max von der Groeben, Jannis Niewöhner ed Ella-Maria Gollmer, del film commedia, diretto da Marco Petry, Doktorspiele, dove interpreta il ruolo di Lilli.
In seguito, nel 2017, è protagonista, nel ruolo di Luna, del film, diretto da Khaled Kaissar, La vendetta di Luna (Luna). Sempre nel 2017, entra a far parte del cast principale della serie televisiva di Netflix  Dark, dove interpreta il ruolo di Martha Nielsen.
In seguito, nel 2018, è nel cast, del film, diretto da Luzie Loose, Schwimmen, dove interpreta il ruolo di Anthea, e nel 2020, è protagonista, al fianco di Denni Mojen, del film, diretto da Oliver Kienle, Isi & Ossi, dove interpreta il ruolo di Isi.

## Filmografia parziale

### Cinema
- Hanni & Nanni, regia di Christine Hartmann (2010)
- Hell, regia Tim Fehlbaum (2011)
- Einer wie Bruno, regia di Anja Jacobs (2011)
- Doktorspiele, regia di Marco Petry (2014)
- La vendetta di Luna (Luna), regia di Khaled Kaissar (2017)
- Einmal bitte alles, regia di Helena Hufnagel (2017)
- Schwimmen, regia di Luzie Loose (2018)
- Isi & Ossi, regia di Oliver Kienle (2020)
- Hannes, regia di Hans Steinbichler (2021)
- Das Haus, regia di Rick Ostermann (2021)

### Televisione
- Und dennoch lieben wir - film TV, regia di Matthias Tiefenbacher (2011)
- Unter Verdacht - serie TV, episodio 1x20 (2013)
- Il commissario Lanz (Die Chefin) - serie TV, episodio 4x03 (2014)
- Zwei Tänzer für Isolde - film TV, regia di Thomas Kronthaler (2017)
- Tatort - serie TV, episodio 1x1023 (2017)
- Dark - serie TV, 26 episodi (2017-2020)
- Django – miniserie TV, 10 puntate (2023)

## Premi e nomination
- 2011: Premio come miglior giovane talento al New Faces Award per il ruolo di Leonie in Hell[5]
- 2017: Nomination allo Young German Cinema Award al Festival del Cinema di Monaco per il ruolo di Luna in La vendetta di Luna

## Doppiatrici italiane
Nelle versioni in italiano delle opere in cui ha recitato, Lisa Vicari è stata doppiata da:
- Veronica Puccio in Dark[10]
- Emanuela Ionica in Isi & Ossi
- Katia Sorrentino in Django